# Clan Mori (Genji)

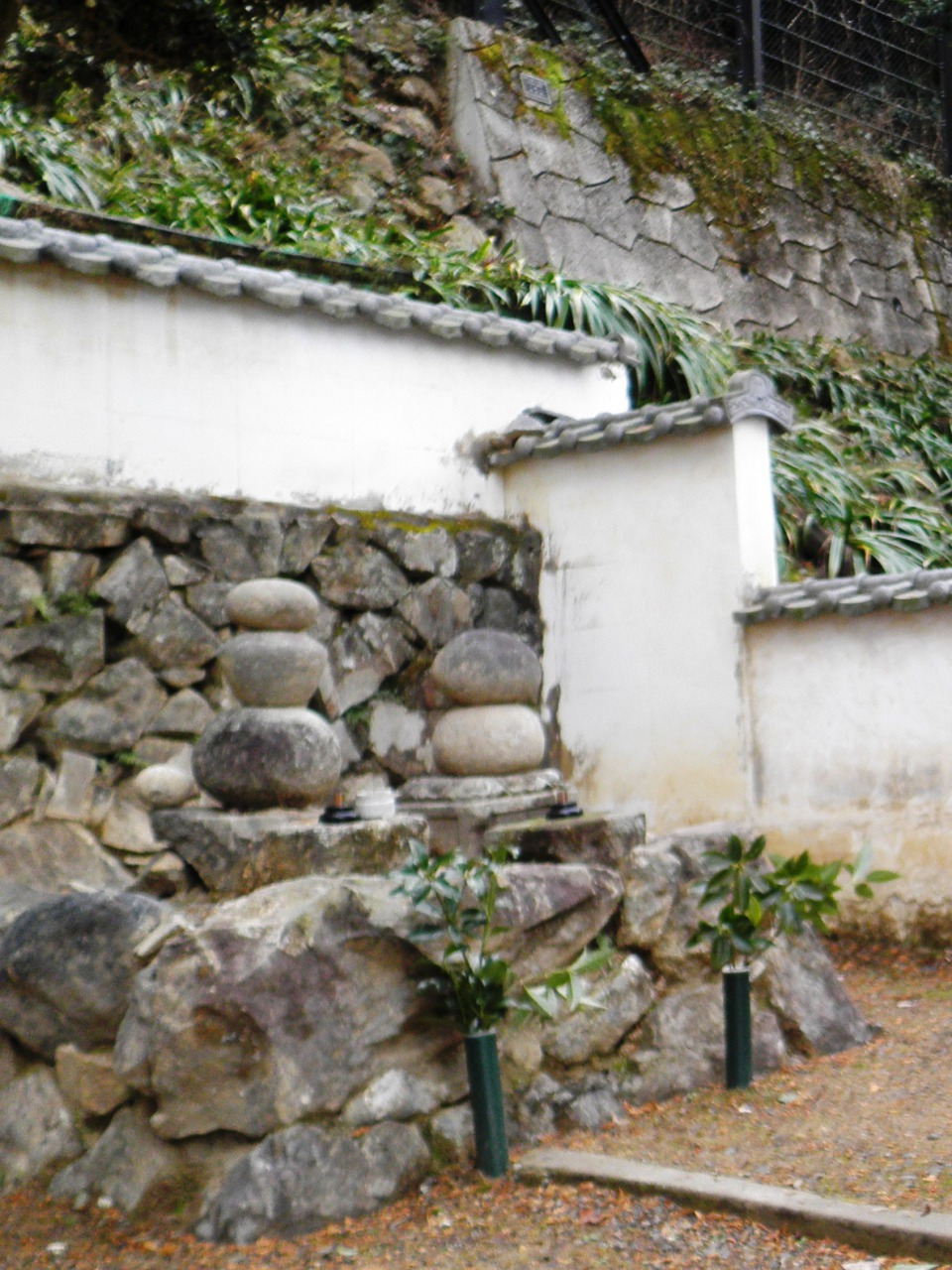
Tombe de Yoshiyuki and Yoshitaka Mori à Kajō-ji, Kani, Gifu.

Le clan Mori (Genji) (森氏, Mori-shi) est une famille qui descend de Seiwa Genji. Sa lignée descend de Minamoto no Yoshiie (également connu sous le nom Hachimantaro) par son septième fils, Minamoto no Yoshitaka, propriétaire du Mori-no-shō dans la province de Sagami. Son fils Minamoto no Yoritaka, adopte le nom Mori quand il se retire et Yorisada, le fils de Yoritaka, continue à porter le nom.
À l'époque Sengoku, le clan sert sous Oda Nobunaga. Mori Yoshinari se bat avec Nobunaga pour le château de Kiyosu et se joint avec son fils, Yoshitaka Mori, aux campagnes contre les clans Saitō, Azai et Asakura. Père et fils meurent dans la bataille contre les armées Azai-Asakura et Mori Nagayoshi, deuxième fils de Yoshinari, devient chef de la famille.
Nagasada, fils de Mori Yoshinari, connu sous le nom Mori Ranmaru, meurt avec Nobunaga dans l'incident du Honnō-ji.
La famille obtient le statut de daimyo sous Toyotomi Hideyoshi et, pendant cinq générations, gouverne le domaine de Tsuyama dans la province de Mimasaka en tant que tozama daimyo. Nagayoshi perd la vie à la bataille de Komaki et Nagakute. Les descendants du clan sont faits vicomtes dans le nouveau système nobiliaire (kazoku) de l'ère Meiji.

## Source de la traduction
- (en) Cet article est partiellement ou en totalité issu de l’article de Wikipédia en anglais intitulé « Mori clan (Genji) » (voir la liste des auteurs).